# 2GL
2GL (ang. Second-generation language - język drugiej generacji) - termin oznaczający języki z rodziny asemblera.
Języki 2GL spełniają następujące warunki:
- Kod może być czytany i pisany przez programistę. Aby mógł być uruchomionym na komputerze musi być przekonwertowany na kod maszynowy specyficzny dla danej maszyny.
- Kod jest specyficzny dla danej platformy i procesora.

Języki drugiej generacji zazwyczaj używane są w kernelach i sterownikach urządzeń, jednak nie tylko; używane są także tam, gdzie wymagane jest bardzo intensywne przetwarzanie danych, np. w grach czy programach do edycji wideo i grafiki.